# Краевик окаймлённый

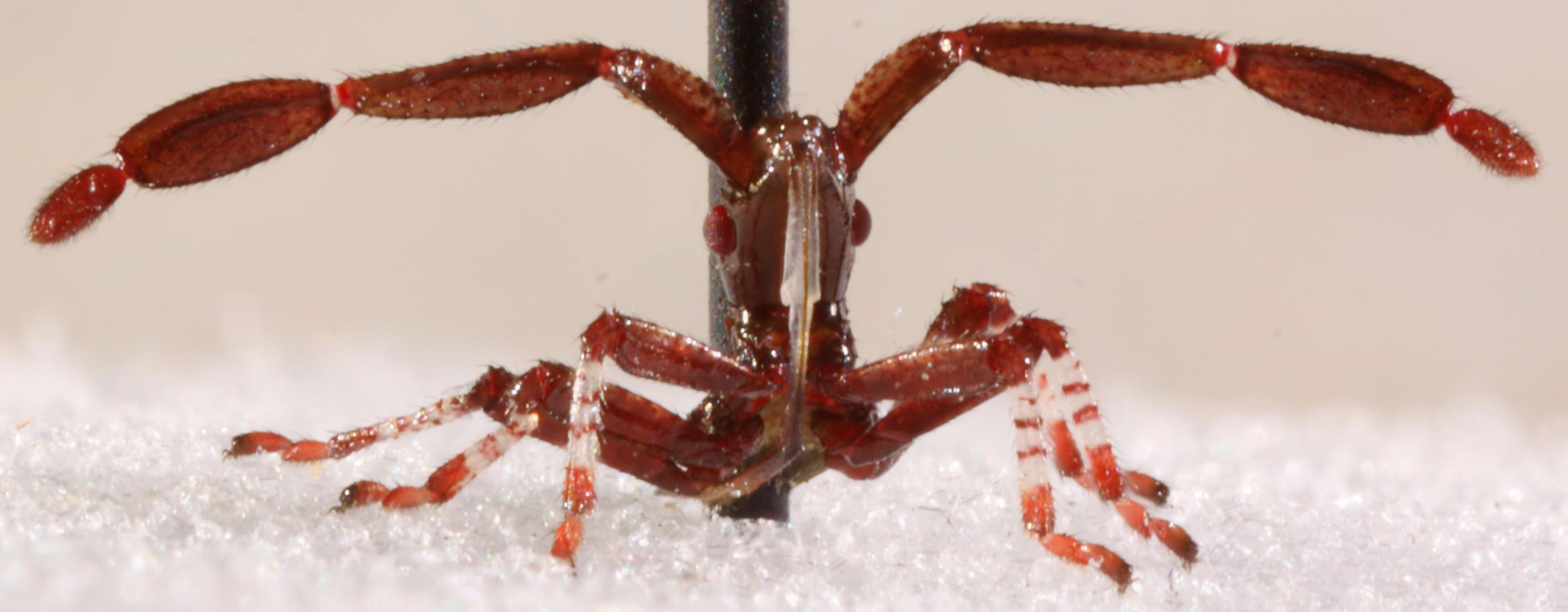
Недавно вылупившаяся нимфа Coreus marginatus со сравнительно очень большими антеннами

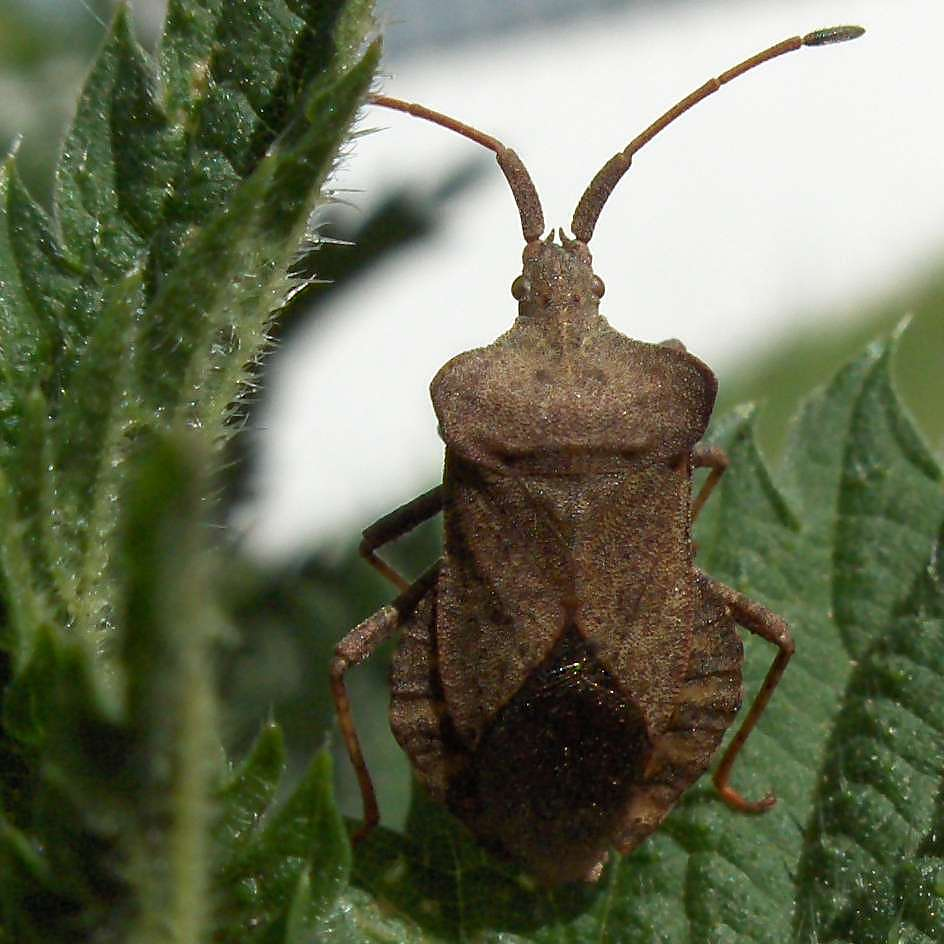
Coreus marginatus между усиками есть два небольших выступа, известных как антенноносные бугорки, которые можно использовать, чтобы отличить этот вид от других внешне похожих видов

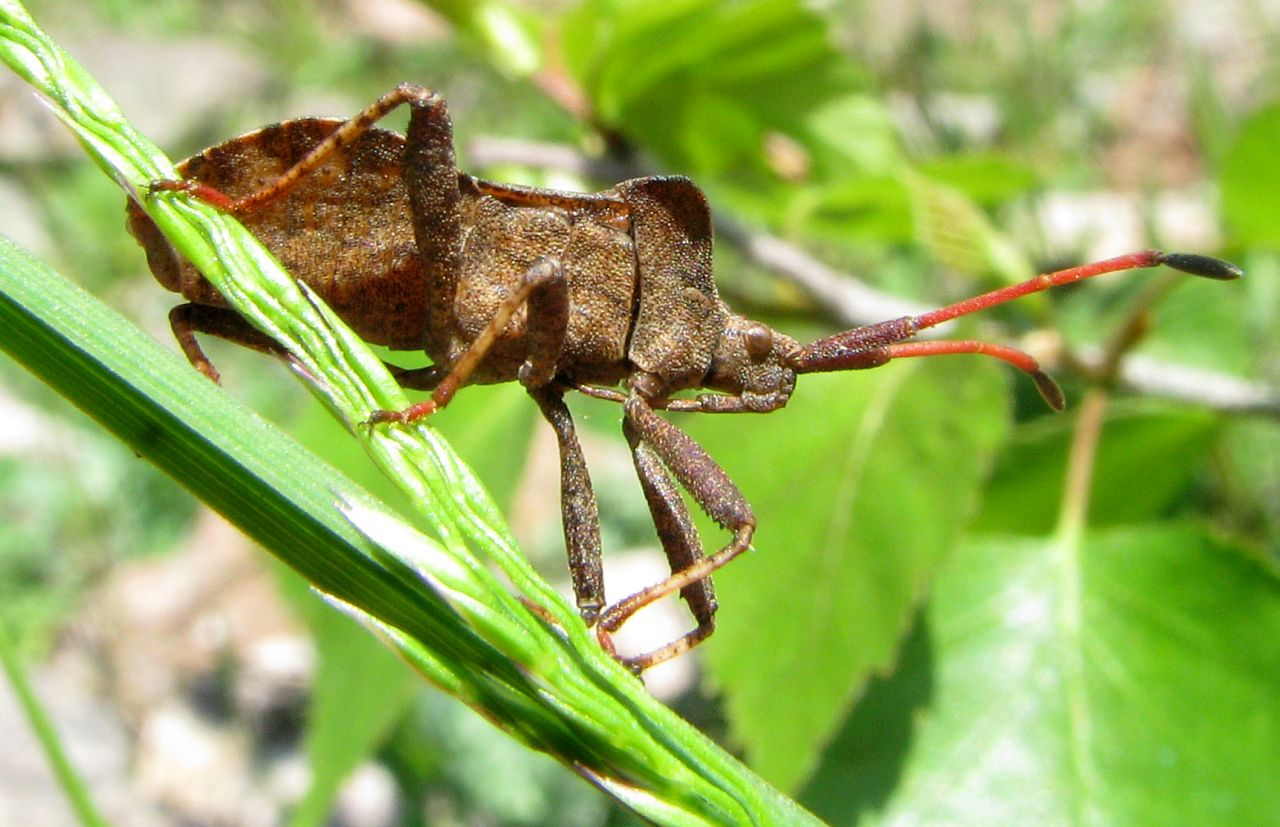
Взрослый Coreus marginatus показывает нижнюю сторону с мощным всасывающим хоботком

Краевик окаймлённый, или краевик щавелевый (лат. Coreus marginatus) — клоп из семейства краевиков, один из двух видов рода Coreus.
Насекомое широко распространено на территории Евразии и Северной Африки. Длиной 10—15 мм. Окраска бурая; второй и третий членики антенн имеют красноватый оттенок, четвёртый членик чёрный. Верхняя часть брюшка окрашена в яркий красновато-коричневый цвет, что хорошо заметно при полёте насекомого.
Краевик окаймлённый чаще всего живет на щавелях, ревене и других травянистых дикорастущих и культурных растениях семейства гречишных.